# McPherson, Kansas
McPherson là một thành phố thuộc quận McPherson, tiểu bang Kansas, Hoa Kỳ. Năm 2010, dân số của xã này là 13155 người.

## Dân số
Dân số các năm:
- Năm 2000: 13770 người
- Năm 2010: 13155 người